# Sphingonotus rubescens
Espèce
Synonymes
- Oedipoda  rubescens Walker, 1870
- Sphingonotus coerulans aegyptiaca Saussure, 1884

Sphingonotus rubescens est une espèce d'insectes orthoptères de la famille des Acrididae.

## Distribution
Cette espèce se rencontre en Europe du Sud, en Afrique du Nord, en Afrique de l'Ouest, au Proche-Orient, en Asie centrale et en Asie du Sud.

## Liste des sous-espèces
Selon Orthoptera Species File (23 octobre 2018) :
- Sphingonotus rubescens afghanicus Mishchenko, 1937
- Sphingonotus rubescens burri Chopard, 1936
- Sphingonotus rubescens fallax Mishchenko, 1937
- Sphingonotus rubescens fasciatus Mishchenko, 1937
- Sphingonotus rubescens rubescens (Walker, 1870)
- Sphingonotus rubescens subfasciatus Bey-Bienko, 1951

## Publications originales
- Walker, 1870 : List of Dermaptera discovered by J. K. Lord. Esg., in Egypt and the adjoining countries; with descriptions of new species. The Zoologist : a monthly journal of natural history, sér. 2, vol. 5, no 28, p. 2296-2303 (texte intégral).
- Chopard, 1936 : Mission de M. A. Chevalier aux iles du Cap Vert (1934). II. Orthoptères. Revue Française d'Entomologie, vol. 3, p. 88-96.
- Mistshenko. 1937 : Revision of palaearctic species of the genus Sphingonotus Fieber (Orth. Acrid.). Eos, Revista española de Entomología,. vol. 12, no 3/4, p. 65–282.
- Bey-Bienko & Mistshenko, 1951 : Keys to the Fauna of the U.S.S.R.. Locusts and Grasshoppers of the U.S.S.R. and Adjacent Countries, vol. 2, p. 385-667.